# Municipio de Tampico (Estados Unidos)
El municipio de Tampico (en inglés: Tampico Township) es un municipio ubicado en el condado de Whiteside en el estado estadounidense de Illinois. En el año 2010 tenía una población de 1148 habitantes y una densidad poblacional de 12,4 personas por km².

## Geografía
El municipio de Tampico se encuentra ubicado en las coordenadas 41°37′40″N 89°48′18″O / 41.62778, -89.80500. Según la Oficina del Censo de los Estados Unidos, el municipio tiene una superficie total de 92.57 km², de la cual 92,57 km² corresponden a tierra firme y (0 %) 0 km² es agua.

## Demografía
Según el censo de 2010, había 1148 personas residiendo en el municipio de Tampico. La densidad de población era de 12,4 hab./km². De los 1148 habitantes, el municipio de Tampico estaba compuesto por el 96,95 % blancos, el 0,09 % eran afroamericanos, el 0,09 % eran amerindios, el 0,26 % eran asiáticos, el 1,22 % eran de otras razas y el 1,39 % eran de una mezcla de razas. Del total de la población el 3,22 % eran hispanos o latinos de cualquier raza.